# Abu Hafs Umar al-Murtada
Abu Hafs Umar al-Murtada, död 1266, var regerande kalif av Almohadkalifatet 1248–1266.